# 状元桥 (德清)
状元桥，为位于中国浙江省湖州市德清县新市镇的一座单孔石拱桥，新马路市河北端，横跨北栅市河上。它原名玄武桥、东吴桥，南宋嘉定十年（1217年），桥南吴家园吴潜考中状元，而改名状元桥。清同治十二年重建。桥长21米，宽3.5米，高5米。两侧桥联分别为“佳气遥迎三极北，崇阑静障百川东”和“巍耕百世留陈迹，遗泽三潭启后贤”。2006年9月4日公布为第二批德清县文物保护单位。